# Williams FW21
Der Williams FW21 ist der Formel-1-Rennwagen des britischen Rennstalls Williams F1 für die Formel-1-Weltmeisterschaft 1999. Das Fahrzeug wurde von einer Arbeitsgruppe um den technischen Direktor Patrick Head entwickelt und von einem Supertec-Motor angetrieben.

## Geschichte

### Hintergrund
Die Formel-1-Weltmeisterschaft 1998 hatte nach den großen WM-Erfolgen der Vorjahre Ernüchterung ins Williams-Team gebracht. Die Umsetzung des vor der Saison von der Fédération Internationale de l’Automobile (FIA) abgeänderten Regelkataloges war nicht so gut gelungen wie erhofft – insbesondere der Abgang des langjährigen Chefdesigners Adrian Newey sowie der Rückzug des Motorenpartners Renault wirkte sich negativ auf die Konkurrenzfähigkeit des Wagens aus. Die von Williams finanzierte Weiterentwicklung des Renault-Vorjahresmotors bei Mecachrome war nicht zufriedenstellend und die Aerodynamik des neuen Wagens offenbarte über die Saison mehrere, schwere Designfehler. So verlor das Team mit dem Williams FW20 den Anschluss zur Spitze und war nur noch dritte Kraft hinter Ferrari und McLaren Racing, die den großen Teil der Punkte in diesem Jahr für sich beanspruchten. Da ab der Saison 2000 eine langfristige Werkspartnerschaft mit BMW bereits feststand, ging Williams die Saison 1999 als ein weiteres Interimsjahr an.

### Saison 1999
Der FW21 wurde im Januar 1999 offiziell präsentiert. Die Stammfahrer waren der amtierende CART-Meister Alessandro Zanardi, der nach einer ersten, erfolglosen Formel-1-Phase zu Beginn der 1990er-Jahre in die Königsklasse des Motorsports zurückkehrte, sowie Ralf Schumacher, der Bruder von Michael Schumacher. Als Testfahrer arbeitete der Brasilianer Bruno Junqueira für das Team, der von Williams als potentieller Kandidat für ein Cockpit im neuen Jahrtausend gesehen wurde und 1997 Meister der südamerikanischen Formel-3-Meisterschaft geworden war. Beim Großen Preis von Australien 1999 wurde der FW21 erstmals in einem Rennen eingesetzt. Ralf Schumacher arbeitete sich vom achten Startplatz nach vorne vor und beendete den Grand Prix auf dem dritten Platz. Zanardi dagegen enttäuschte – der Italiener ging vom fünfzehnten Platz ins Rennen und schied nach einem selbstverschuldeten Dreher aus. Der weitere Saisonverlauf gestaltete sich wie bereits in diesem Rennen angedeutet: Während Schumacher bei den meisten Grands Prix punktete und drei Podestplätze erreichte, blieb Zanardi weit hinter den Erwartungen zurück. Er konnte sich mit dem Fahrverhalten der seit der Vorsaison vorgeschriebenen Rillenreifen im Vergleich zu den ihm vertrauten Slicks kaum arrangieren, schied oft aufgrund von Fahrfehlern aus und erzielte keinen einzigen WM-Punkt. Beim Großen Preis von Europa 1999 auf dem Nürburgring lag Ralf Schumacher bedingt durch viele Ausfälle sogar einige Zeit in Führung, verlor die sichere Siegeschance aber aufgrund eines Reifenschadens, der ihn zu einem ungeplanten Boxenstopp zwang. Am Saisonende belegte Williams mit 35 Punkten den fünften Rang der Konstrukteursmeisterschaft. Schumacher blieb im Team, das Engagement von Zanardi endete dagegen nach nur einer Saison.

### Weiterverwendung
In der Winterpause zwischen den Saisons 1999 und 2000 wurden mit einem modifizierten FW21 die neuen BMW-E41-Motoren für die Saison 2000 getestet, da sich der Williams FW22 noch in der Entwicklungsphase befand. Der Test fand auf der BMW-Teststrecke in Miramas mit Tom Kristensen als Fahrer statt. Weiter testete Michelin im Frühjahr sowie Herbst 2000 in Hinblick auf den Einstieg zur Saison 2001 seine neu entwickelten Reifen mit einem FW21. Williams unterstützte die Tests mit eigenem Teampersonal.

## Technik
Der Williams FW21 war der Nachfolger des Williams FW20 aus der Saison 1998. Das Vorjahresfahrzeug wurde in vielen Details überarbeitet, das Ergebnis war aber weiterhin ein konventionelles Auto ohne wirkliche Innovation oder experimentelle Elemente. Williams hatte im Hintergrund aber seine Produktionsprozesse modernisiert. Großer Wert wurde auf eine bessere Gewichtsverteilung.gelegt, um das Chassis besser auf die 1998 eingeführten Rillenreifen abstimmen zu können und dadurch das Fahrverhalten vorhersehbarer zu machen. Dadurch wurde eines der schwerwiegendsten Probleme des Vorjahreswagens gelöst. Der FW21 war aber auch deutlich defektanfälliger als sein Vorgänger, mehrmals mussten die Fahrer die Rennen unverschuldet aufgrund von Problemen am Chassis beenden.
Für die Motorisierung kam der FB01 von Supertec zum Einsatz, der auf dem Renault RS9 von 1997 basierte. Das von Flavio Briatore gegründete Unternehmen hatte den Unterhalt und die Weiterentwicklung der Renault-Motoren auf Leasingbasis vom französischen Zuliefererunternehmen Mecachrome übernommen, deren Dienste bereits 1998 von Williams in Anspruch genommen worden waren. Der FB01 mit einem Hubraum von 2997 cm³ und einem Zylinderbankwinkel von 71° wog etwa 121 kg und leistete ungefähr 559 kW (750 PS). Damit erreichte der FW21 bis zu 340 km/h. Der Motor war zuverlässig, aber inzwischen grundlegend veraltet. Das von Williams selbstentwickelte Halbautomatikgetriebe hatte sechs Gänge. Reifenlieferant war Bridgestone, die nach dem Rückzug von Goodyear Einheitsausstatter in der Formel 1 wurden. Schmierstoffe und Benzin wurden von der BP-Marke Castrol bezogen, die Elektronik von Magneti Marelli. Die Aufhängungen der Räder waren konventionell konstruiert mit je einer Doppelquerlenkerachse mit innenliegenden Federn und Stoßdämpfern, die über Schubstangen betätigt wurden. Das Chassis bestand aus kohlenstofffaserverstärktem Kunststoff.

## Lackierung und Sponsoring
Die Williams-Fahrzeuge erschienen wie schon im Vorjahr in den Farben der hauptsächlich in Australien und Ozeanien bekannte Zigarettenmarke Winfield Tobacco des Hauptsponsors Rothmans, Benson & Hedges. Die Wagen wurden entsprechend in Rot lackiert, Kontraste bildeten Lufthutze, Fahrzeugoberseite und Frontflügel in Weiß sowie einige kleinere Akzente in gelb und blau. In Ländern, in denen Tabakwerbung nicht erlaubt war, wurde der Winfield-Schriftzug durch den Namen des Teams ersetzt. Nebensponsoren waren die deutsche Brauerei Veltins, Castrol, die Falke-Gruppe, Woody Woodpecker, Brother Industries, Magneti Marelli, Sonax und die Automobilzeitschrift auto motor und sport.

## Galerie

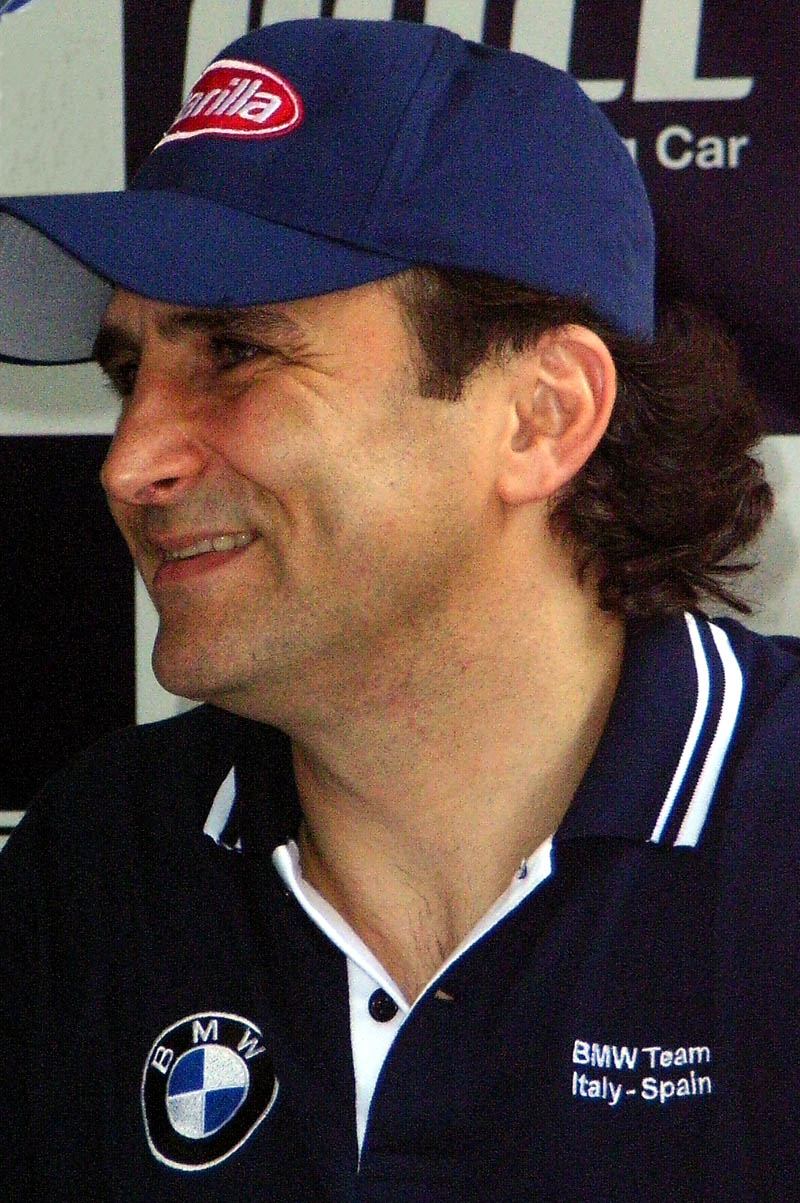
Alex Zanardi konnte an seine Erfolge in Nordamerika nicht anknüpfen und verließ das Team nach nur einer punktelosen Saison wieder
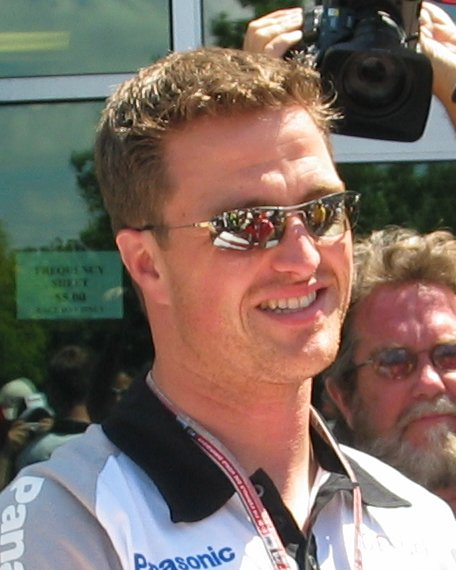
Ralf Schumacher fuhr alle 35 WM-Punkte mit dem FW21-Chassis ein
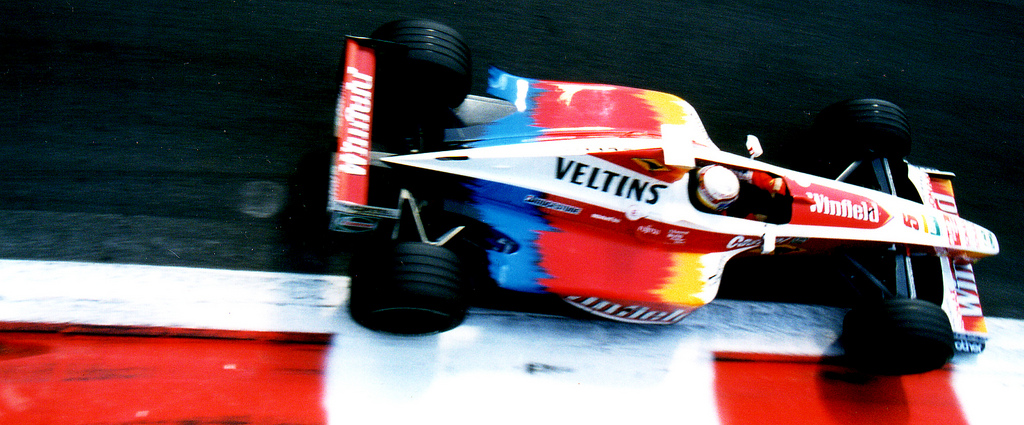
Draufsicht auf den FW21 von Zanardi, Monza, 1999
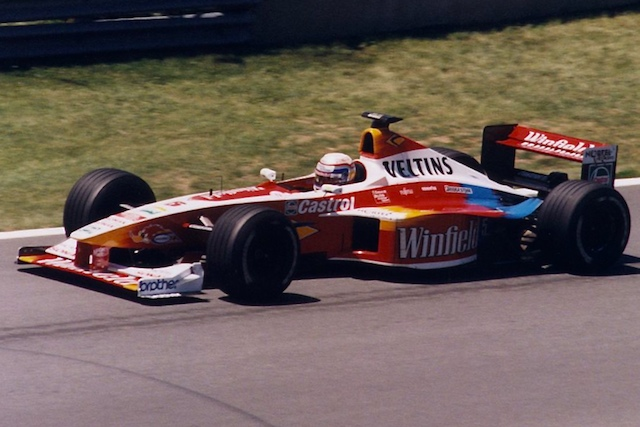
Alex Zanardi …
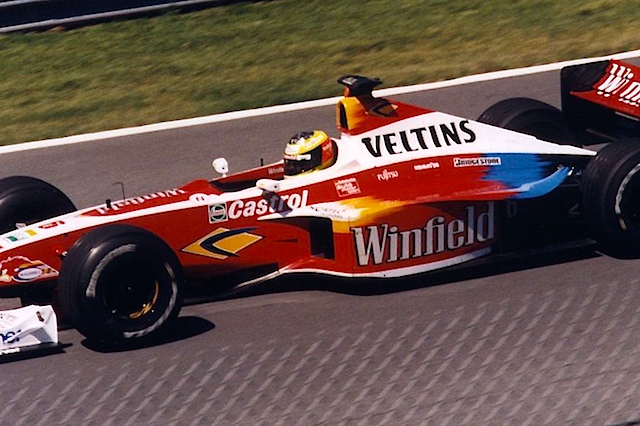
… und Ralf Schumacher in Kanada, 1999

## Ergebnisse
| Fahrer                          | Nr.                             | 1   | 2   | 3   | 4   | 5   | 6   | 7   | 8  | 9   | 10  | 11  | 12 | 13 | 14  | 15  | 16  | Punkte | Rang |
| ------------------------------- | ------------------------------- | --- | --- | --- | --- | --- | --- | --- | -- | --- | --- | --- | -- | -- | --- | --- | --- | ------ | ---- |
| Formel-1-Weltmeisterschaft 1999 | Formel-1-Weltmeisterschaft 1999 |     |     |     |     |     |     |     |    |     |     |     |    |    |     |     |     | 35     | 5.   |
| A. Zanardi                      | 5                               | DNF | DNF | 11  | 8   | DNF | DNF | DNF | 11 | DNF | DNF | DNF | 8  | 7  | DNF | 10  | DNF | 35     | 5.   |
| R. Schumacher                   | 6                               | 3   | 4   | DNF | DNF | 5   | 4   | 4   | 3  | DNF | 4   | 9   | 5  | 2  | 4   | DNF | 5   | 35     | 5.   |

| Legende  | Legende            | Legende                                                          |
| Farbe    | Abkürzung          | Bedeutung                                                        |
| -------- | ------------------ | ---------------------------------------------------------------- |
| Gold     | –                  | Sieg                                                             |
| Silber   | –                  | 2. Platz                                                         |
| Bronze   | –                  | 3. Platz                                                         |
| Grün     | –                  | Platzierung in den Punkten                                       |
| Blau     | –                  | Klassifiziert außerhalb der Punkteränge                          |
| Violett  | DNF                | Rennen nicht beendet (did not finish)                            |
| Violett  | NC                 | nicht klassifiziert (not classified)                             |
| Rot      | DNQ                | nicht qualifiziert (did not qualify)                             |
| Rot      | DNPQ               | in Vorqualifikation gescheitert (did not pre-qualify)            |
| Schwarz  | DSQ                | disqualifiziert (disqualified)                                   |
| Weiß     | DNS                | nicht am Start (did not start)                                   |
| Weiß     | WD                 | zurückgezogen (withdrawn)                                        |
| Hellblau | PO                 | nur am Training teilgenommen (practiced only)                    |
| Hellblau | TD                 | Freitags-Testfahrer (test driver)                                |
| ohne     | DNP                | nicht am Training teilgenommen (did not practice)                |
| ohne     | INJ                | verletzt oder krank (injured)                                    |
| ohne     | EX                 | ausgeschlossen (excluded)                                        |
| ohne     | DNA                | nicht erschienen (did not arrive)                                |
| ohne     | C                  | Rennen abgesagt (cancelled)                                      |
| ohne     | keine WM-Teilnahme |                                                                  |
| sonstige | P/fett             | Pole-Position                                                    |
| sonstige | 1/2/3/4/5/6/7/8    | Punktplatzierung im Sprint-/Qualifikationsrennen                 |
| sonstige | SR/kursiv          | Schnellste Rennrunde                                             |
| sonstige | *                  | nicht im Ziel, aufgrund der zurückgelegten Distanz aber gewertet |
| sonstige | ()                 | Streichresultate                                                 |
| sonstige | unterstrichen      | Führender in der Gesamtwertung                                   |